# Zeche Küper-Kaeseberg
Die Zeche Küper-Kaeseberg war eine Kleinzeche im Bochumer Stadtteil Stiepel. Das Bergwerk entstand aus der Zeche Albert III und war von 1955 bis 1967 in Betrieb. 
Im Jahr 1955 wurden mit 32 Bergleuten 11.046 Tonnen Steinkohle gefördert. 1960 stieg die Förderung auf 17.347 Tonnen an. Diese Förderung wurde mit 39 Bergleuten erbracht. Fünf Jahre später wurden mit 42 Bergleuten 20.993 Tonnen Kohle gefördert. Im Jahr 1966 wurde mit 47 Bergleuten die maximale Förderung der Zeche erbracht, sie lag bei 21.197 Tonnen. Knapp ein Jahr darauf, am 18. Dezember 1967, wurde das Bergwerk stillgelegt.